# تجمع أماصول (مودية)

تعديل مصدري - تعديل

تجمع أماصول هو "تجمع بدوي" في  عزلة مودية بمديرية مودية التابعة لمحافظة أبين، بلغ تعداد سكانها 27 نسمة حسب تعداد اليمن لعام 2004.